# Bunbun

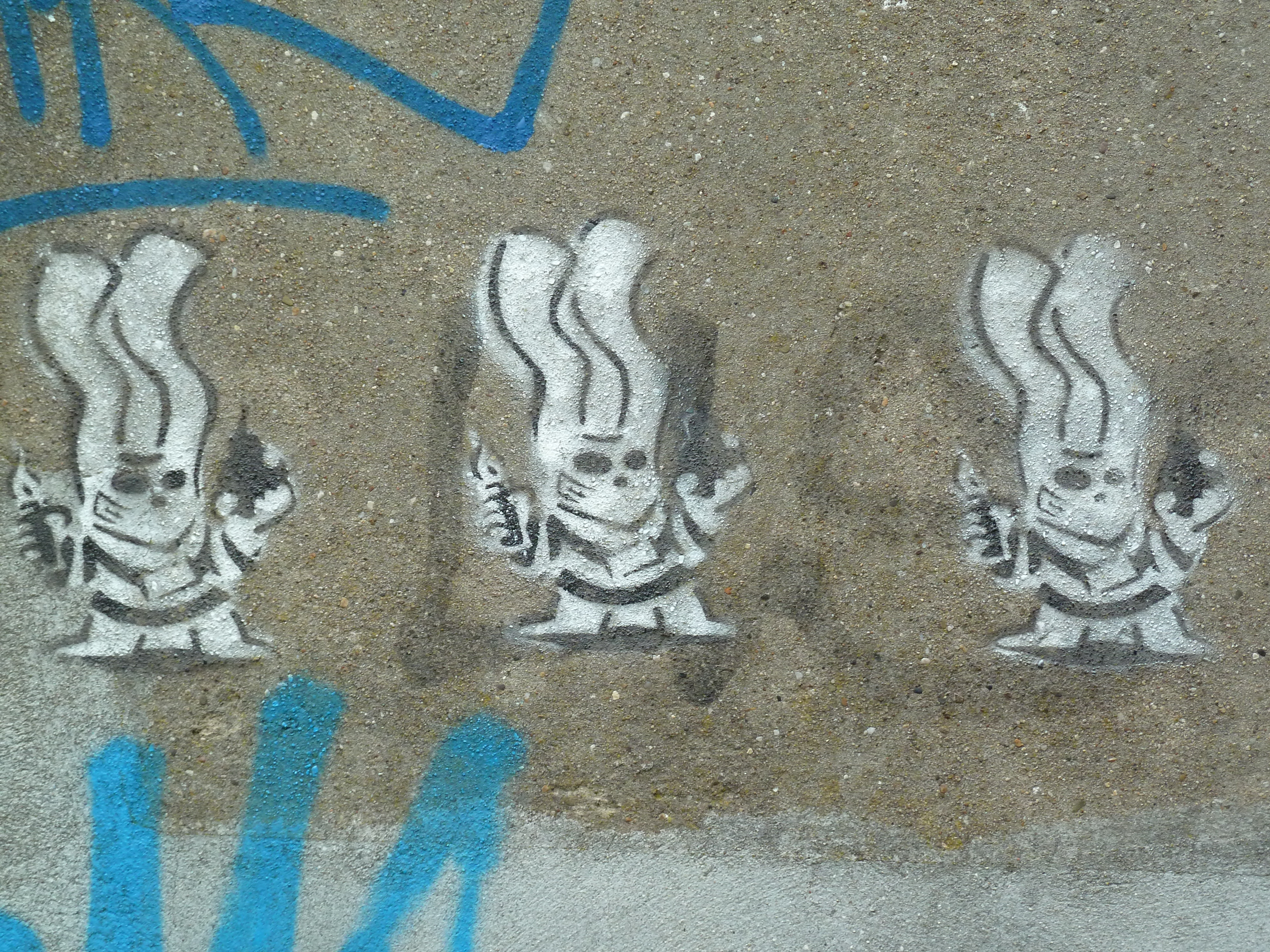
Graffiti van Bunbun

Bunbun is een Nederlandse strip van Mattt Baaij, die vormgeving studeerde aan de Hogeschool voor de Kunsten Utrecht. De strip bestaat sinds 2004. Hoofdpersoon Bunbun is een wit konijn met grote oren. De strip is bedoeld voor volwassenen en bevat grove humor over onder andere mishandeling, (zelf)moord en seks.
De tekstloze strip wordt gepubliceerd in verschillende vormen: als webstrip (meermaals genomineerd voor Clickburg Webcomic Award (Clickie)), animatie (vertoond op Holland Animation Film Festival, Lowlands en MTV), schilderijen, stickers en het stripalbum Carrots included van 80 pagina’s, dat in 2011 werd uitgegeven door uitgeverij Syndicaat. Het tweede Album Oh No Not Again verscheen in 2013 bij dezelfde uitgeverij. Sinds 2021 ook weer in het Vlaamse stripblad MaXiX.
Naast strips verschijnt Bunbun ook als street art meestal onder de naam Bunbun030.

Auteur Mattt maakte naast Bunbun animaties voor onder andere ING, STER& Cultuur en de VPRO-serie Bloot.